# 加東康一
加東 康一（かとう こういち、1930年7月10日 - 1990年5月13日）は、日本の芸能評論家。

## 生涯
千葉県市川市出身。『国際タイムス』の社会部記者などを経て1960年、フリーの芸能評論家となり新聞・雑誌で健筆を振るう一方、『テレビ三面記事』、『アフタヌーンショー』、『こんにちは2時』、『やじうまワイド』などテレビに出演。ラジオ・テレビ同時放送だったKBS京都「山崎弘士のお昼は天国」にも電話出演していた。
父も映画記者で、いわゆる芸能レポーターの先駆け的存在である。当時、芸能界の独占的存在だったナベプロ体制を批判するなど権威に屈さない反骨の人であった。
しかし1989年7月、舌癌のため舌・咽頭の全摘出手術を受け、声を失う。それでも癌闘病記を出版し仕事復帰に意欲を燃やしたが1990年5月13日、肺癌転移のため死去した。享年59。加東の没後、ドキュメント番組が放映された。

## 著書
- 『芸能大パズル』ごま書房 ゴマブックス 1976
- 『気分はスキャンダル』大陸書房 1985
- 『スキャンダルの昭和史 焼土から東京オリンピック』話の特集 1985
- 『裕次郎 きみは冬のカモメか』全国朝日放送 1987
- 『いい酒いい友いい人生―戦後芸能史を飾ったスターたちの知られざる素顔』日本文芸社 1989
- 『岳史よ、生命あるかぎり』講談社 1990、講談社文庫 1993
- 『その人その愛 加東康一が愛した30人のスターたち』勁文社 1990

### 共著
- 『落選・130,504票 ばばこういち全国縦断参院選レポート』ばばこういち共著 あすか書房 1980
- 『ザ・芸能界 おもしろタレント学』伊藤強共著 ミュージック・アット・チョイス編 全国朝日放送 1986
- 『きみはスターになれるか』伊藤強共著 一季出版 1988
- 『裕次郎 浪漫・Roman 写真集』水野イサオ写真 全国朝日放送 1988

## 他
- 月刊少年チャンピオンにて、1973年頃から1976年頃まで掲載された人気芸能人の伝記漫画のシリーズ「スタードキュメント」のストーリー原案を担当した。